# 2014年のMLBドラフト
2014年のMLBドラフト（2014 First-Year Player Draft）とは、2014年6月に行われたMLBのアマチュアドラフトである。

## 1巡目指名
|  | = オールスター |  |            |  |
|  | = MLB未出場    |  | = 契約せず |  |

| 順位 | 選手                   | チーム                                     | 守備位置 | 学校                                           |
| ---- | ---------------------- | ------------------------------------------ | -------- | ---------------------------------------------- |
| 1    | ブレイディ・エイケン   | ヒューストン・アストロズ                   | 投手     | カテドラル・カトリック高等学校                 |
| 2    | タイラー・コレック     | マイアミ・マーリンズ                       | 投手     | シェファード高等学校                           |
| 3    | カルロス・ロドン       | シカゴ・ホワイトソックス                   | 投手     | ノースカロライナ州立大学                       |
| 4    | カイル・シュワーバー   | シカゴ・カブス                             | 捕手     | インディアナ大学                               |
| 5    | ニック・ゴードン       | ミネソタ・ツインズ                         | 遊撃手   | オリンピア高等学校                             |
| 6    | アレックス・ジャクソン | シアトル・マリナーズ                       | 外野手   | ランチョ・バーナード高等学校                   |
| 7    | アーロン・ノラ         | フィラデルフィア・フィリーズ               | 投手     | ルイジアナ州立大学                             |
| 8    | カイル・フリーランド   | コロラド・ロッキーズ                       | 投手     | エバンズビル大学                               |
| 9    | ジェフ・ホフマン       | トロント・ブルージェイズ                   | 投手     | イースト・カロライナ州立大学                   |
| 10   | マイケル・コンフォルト | ニューヨーク・メッツ                       | 外野手   | オレゴン州立大学                               |
| 11   | マックス・ペンテコスト | トロント・ブルージェイズ                   | 捕手     | ケネソー州立大学                               |
| 12   | コディ・メデイロス     | ミルウォーキー・ブルワーズ                 | 投手     | ワイアケア高等学校                             |
| 13   | トレイ・ターナー       | サンディエゴ・パドレス                     | 遊撃手   | ノースカロライナ州立大学                       |
| 14   | タイラー・ビーディ     | サンフランシスコ・ジャイアンツ             | 投手     | ヴァンダービルト大学                           |
| 15   | ショーン・ニューカム   | ロサンゼルス・エンゼルス・オブ・アナハイム | 投手     | ハートフォード大学                             |
| 16   | トゥーキー・トゥーサン | アリゾナ・ダイヤモンドバックス             | 投手     | コーラルスプリングス・クリスチャン・アカデミー |
| 17   | ブランドン・フィネガン | カンザスシティ・ロイヤルズ                 | 投手     | テキサスクリスチャン大学                       |
| 18   | エリック・フェッド     | ワシントン・ナショナルズ                   | 投手     | ネバダ大学ラスベガス校                         |
| 19   | ニック・ハワード       | シンシナティ・レッズ                       | 投手     | バージニア大学                                 |
| 20   | ケイシー・ガレスピー   | タンパベイ・レイズ                         | 一塁手   | ウィチタ州立大学                               |
| 21   | ブラッドリー・ジマー   | クリーブランド・インディアンス             | 外野手   | サンフランシスコ大学                           |
| 22   | グラント・ホームズ     | ロサンゼルス・ドジャース                   | 投手     | コンウェイ高等学校                             |
| 23   | デレク・ヒル           | デトロイト・タイガース                     | 外野手   | エルク・グローブ高等学校                       |
| 24   | コール・タッカー       | ピッツバーグ・パイレーツ                   | 遊撃手   | マウンテン・ポイント高等学校                   |
| 25   | マット・チャップマン   | オークランド・アスレチックス               | 三塁手   | カリフォルニア州立大学フラトン校               |
| 26   | マイケル・チェイビス   | ボストン・レッドソックス                   | 遊撃手   | スプレイベリー高等学校                         |
| 27   | ルーク・ウィーバー     | セントルイス・カージナルス                 | 投手     | フロリダ州立大学                               |

## 1巡目補足指名
| 順位 | 選手                         | チーム                         | 守備位置 | 学校                               |
| ---- | ---------------------------- | ------------------------------ | -------- | ---------------------------------- |
| 28   | フォスター・グリフィン       | カンザスシティ・ロイヤルズ     | 投手     | ファースト・アカデミー             |
| 29   | アレックス・ブランディーノ   | シンシナティ・レッズ           | 遊撃手   | スタンフォード大学                 |
| 30   | ルイス・オルティス           | テキサス・レンジャーズ         | 投手     | サンガー高等学校                   |
| 31   | ジャスティス・シェフィールド | クリーブランド・インディアンス | 投手     | タラホーマ高等学校                 |
| 32   | ブラクストン・デビッドソン   | アトランタ・ブレーブス         | 外野手   | T.C.ロバートソン高等学校           |
| 33   | マイケル・コペック           | ボストン・レッドソックス       | 投手     | マウントプレザント高等学校         |
| 34   | ジャック・フラハーティ       | セントルイス・カージナルス     | 投手     | ハーバード・ウエストレイク高等学校 |

## 戦力均衡ラウンドA
| 順位 | 選手                     | チーム                         | 守備位置 | 学校                                 |
| ---- | ------------------------ | ------------------------------ | -------- | ------------------------------------ |
| 35   | フォレスト・ウォール     | コロラド・ロッキーズ           | 二塁手   | オレンジウッド・クリスチャン高等学校 |
| 36   | ブレイク・アンダーソン   | マイアミ・マーリンズ           | 捕手     | ウエスト・ローダーデール高等学校     |
| 37   | デレク・フィッシャー     | ヒューストン・アストロズ       | 外野手   | バージニア大学                       |
| 38   | マイク・パピ             | クリーブランド・インディアンス | 外野手   | バージニア大学                       |
| 39   | コナー・ジョー           | ピッツバーグ・パイレーツ       | 外野手   | サンディエゴ大学                     |
| 40   | チェイス・バロット       | カンザスシティ・ロイヤルズ     | 捕手     | セント・トマス・モア高等学校         |
| 41   | ジェイコブ・ゲートウッド | ミルウォーキー・ブルワーズ     | 遊撃手   | クロービス高等学校                   |

## その他の注目指名
| 巡目 | 順位 | 選手                       | チーム                         | 守備位置 | 学校                                      |
| ---- | ---- | -------------------------- | ------------------------------ | -------- | ----------------------------------------- |
| 2    | 43   | A.J.リード                 | ヒューストン・アストロズ       | 一塁手   | ケンタッキー大学                          |
| 2    | 50   | マンテイ・ハリソン         | ミルウォーキー・ブルワーズ     | 外野手   | リーズサミット西高校                      |
| 2    | 52   | アラミス・ガルシア         | サンフランシスコ・ジャイアンツ | 捕手     | フロリダ国際大学                          |
| 2    | 62   | アレックス・ベルドゥーゴ   | ロサンゼルス・ドジャース       | 外野手   | サワロ高校                                |
| 2    | 63   | スペンサー・ターンブル     | デトロイト・タイガース         | 投手     | アラバマ高校                              |
| 2    | 64   | ミッチ・ケラー             | ピッツバーグ・パイレーツ       | 投手     | ザビエル高校                              |
| 2    | 67   | サム・トラビス             | ボストン・レッドソックス       | 一塁手   | インディアナ州立大学                      |
| 2    | 70   | イーサン・ディアス         | アリゾナ・ダイヤモンドバックス | 遊撃手   | スプリングフィールド中央高校              |
| 2    | 72   | ブレント・ハニーウェル     | タンパベイ・レイズ             | 投手     | ウォルターズ州立大学                      |
| 3    | 75   | J.D.デービス               | ヒューストン・アストロズ       | 外野手   | カリフォルニア州立大学フラートン校        |
| 3    | 82   | サム・ハワード             | コロラド・ロッキーズ           | 投手     | ジョージアサザン大学                      |
| 3    | 87   | サイ・スニード             | ミルウォーキー・ブルワーズ     | 投手     | ダラス・バプティスト大学                  |
| 4    | 111  | ライアン・ヤーブロー       | シアトル・マリナーズ           | 投手     | オールドドミニオン大学                    |
| 4    | 118  | ローガン・ウェブ           | サンフランシスコ・ジャイアンツ | 投手     | ロックリン高校                            |
| 4    | 122  | ジョーダン・モンゴメリー   | ニューヨーク・ヤンキース       | 投手     | ノースカロライナ州立大学                  |
| 4    | 129  | ジェフ・ブリガム           | ロサンゼルス・ドジャース       | 投手     | ワシントン大学                            |
| 4    | 135  | オースティン・ゴンバー     | セントルイス・カージナルス     | 投手     | フロリダ・アトランティック大学            |
| 5    | 139  | ジャスティン・スティール   | シカゴ・カブス                 | 投手     | ジョージ・カウンティ高校                  |
| 5    | 141  | ダン・アルタビラ           | シアトル・マリナーズ           | 投手     | マーシーハースト大学                      |
| 5    | 142  | リース・ホスキンス         | フィラデルフィア・フィリーズ   | 投手     | サクラメント州立大学                      |
| 5    | 144  | レーン・トーマス           | トロント・ブルージェイズ       | 外野手   | ベアーデン高校                            |
| 5    | 158  | ジュリアン・メリウェザー   | クリーブランド・インディアンス | 投手     | オクラホマ・バプティスト大学              |
| 6    | 169  | ディラン・シース           | シカゴ・カブス                 | 投手     | ミルトン高校                              |
| 6    | 170  | ジョン・カーティス         | ミネソタ・ツインズ             | 投手     | テキサス大学                              |
| 6    | 181  | タナー・スコット           | ボルチモア・オリオールズ       | 投手     | ハワード大学                              |
| 6    | 182  | ジョナサン・ホルダー       | ニューヨーク・ヤンキース       | 投手     | ミシシッピ州立大学                        |
| 6    | 186  | ホセ・トレビーノ           | テキサス・レンジャーズ         | 三塁手   | オーラル・ロバーツ大学                    |
| 6    | 189  | ブロック・スチュワート     | ロサンゼルス・ドジャース       | 投手     | イリノイ州立大学                          |
| 7    | 212  | マーク・ペイトン           | ニューヨーク・ヤンキース       | 投手     | テキサス大学                              |
| 8    | 241  | オースティン・スレイター   | サンフランシスコ・ジャイアンツ | 外野手   | スタンフォード大学                        |
| 8    | 243  | ライアン・オハーン         | カンザスシティ・ロイヤルズ     | 一塁手   | サムヒューストン大学                      |
| 10   | 294  | ジョーダン・ロマノ         | トロント・ブルージェイズ       | 投手     | オーラル・ロバーツ大学                    |
| 11   | 326  | ブランドン・ウッドラフ     | ミルウォーキー・ブルワーズ     | 投手     | ミシシッピ州立大学                        |
| 11   | 331  | ジョン・ミーンズ           | ボルチモア・オリオールズ       | 投手     | ウェストバージニア州立大学                |
| 16   | 466  | ラモン・ラウレアーノ       | ヒューストン・アストロズ       | 外野手   | ノースイースタン・オクラホマ・A&Mカレッジ |
| 16   | 486  | リード・ギャレット         | テキサス・レンジャーズ         | 投手     | バージニア州立軍事学校                    |
| 26   | 785  | ブレナン・ベルナルディーノ | シンシナティ・レッズ           | 投手     | カリフォルニア州立大学                    |